# Rubus boliviensis
Rubus boliviensis är en rosväxtart som beskrevs av Wilhelm Olbers Focke. Rubus boliviensis ingår i släktet rubusar, och familjen rosväxter. Inga underarter finns listade i Catalogue of Life.